# Maximiliane Borzaga

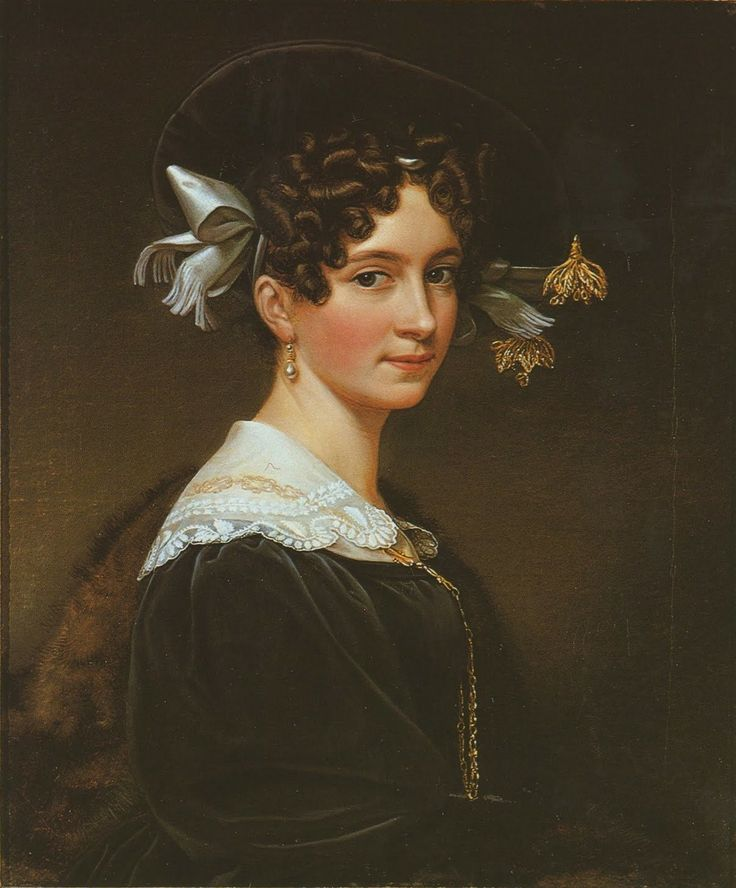
Maximiliane Borzaga

Maximiliane Borzaga (* 15. April 1806 in München; † 15. Mai 1837) war eine Münchnerin italienischer Herkunft, deren Porträt in die berühmte Schönheitengalerie des bayerischen Königs Ludwig I. aufgenommen wurde.

## Leben
Maximiliane Walburg Anastasia wurde 1806 in München geboren. Ihr Vater Joseph Borzaga war Salinen- und Leihhauskassierer, ihre Mutter Maria Anna Borzaga die Tochter des Messners an der Kirche St. Salvator in München. Die Familie wohnte in der Rochusgasse neben der Dreifaltigkeitskirche. 1828 heiratete sie den Arzt Karl Philipp Krämer in Kreuth. Gemeinsam hatten sie einen Sohn und eine Tochter. Sie starb am 15. Mai 1837.
Ihr Bildnis wurde im April 1826 durch Joseph Karl Stieler begonnen und im Juni 1827 vollendet. Es war eines der ersten Porträts, die der Künstler während der 27 Jahre seines Schaffens zwischen 1823 und 1850 für den König malte. Der König ließ sie in einem dunklen Samtkleid mit Spitzen- und Pelzbesatz porträtieren. Sie trägt eine Goldkette, einen schräg sitzenden Hut mit Seidenschleife auf den dunklen Locken und kostbaren Perlenschmuck. Der Schmuck stammt vom Hofjuwelier Gottfried Merk, dessen Ehefrau Walburga Merk (vormals Fuchs) die Taufpatin von Maximiliane Borzaga war. Sie strahlt Reichtum und Noblesse aus. Das Bildnis ist ein Beispiel dafür, dass König Ludwig I. sich von Schönheit bezaubern ließ, ungeachtet der gesellschaftlichen Schranken.